# Champ pétrolifère de Salt Creek
Le champ pétrolifère de Salt Creek (en anglais Salt Creek Oil Field) est un champ pétrolifère situé dans le comté de Natrona, au Wyoming (États-Unis).
En 1915, une parcelle de 9 481 acres (36 km²) est devenue une des Réserves navales de pétrole et de schiste bitumineux. Le Teapot Dome (NPR-3) a été revendu en 2015 à Stranded Oil Resources Corporation, une filiale de la Alleghany Corporation (en), pour 45,2 millions de dollars américains et l’on estime qu'il reste encore 300 millions de barils de pétrole dans le champ pétrolifère, bien que la quantité récupérable reste à déterminer..
Jusqu'à 1970, plus de pétrole avait été produit dans ce champ que dans tous les autres champs de la région des Montagnes Rocheuses, et ce champ avait produit 20% de la production totale du Wyoming.